# بنك الإثمار
بنك الإثمار هو بنك إسلامي مرخص يتخذ من البحرين مقرا له ويخضع لرقابة مصرف البحرين المركزي ويوفر البيع بالتجزئة والأعمال التجارية والخزينة والمؤسسات المالية والخدمات المصرفية الأخرى.
بنك الإثمار هو شركة تابعة لشركة دار المال الإسلامي ويبلغ رأس المال المدفوع 285.6 مليون دينار بحريني وإجمالي حقوق المساهمين 224.2 مليون دينار بحريني (حسب 30 سبتمبر 2013) ومدرج في بورصة البحرين وسوق الكويت للأوراق المالية.
بنك الإثمار هو بنك استثماري سابق أكمل في أبريل 2010 عملية إعادة تنظيم شاملة مع شركته التابعة والمملوكة بالكامل مصرف الشامل للخروج كبنك تجزئة إسلامي رائد. وبناء على ذلك يقدم بنك الإثمار الآن مجموعة متنوعة من المنتجات والخدمات المتوافقة مع الشريعة الإسلامية التي تلبي الاحتياجات التمويلية والاستثمارية للأفراد والمؤسسات.
يحافظ بنك الإثمار أيضا على التواجد في الأسواق الخارجية من خلال شركاتها التابعة والشركات المرتبطة به والتابعة له. تتضمن بنك فيصل المحدود (باكستان) ومكتب فيصل الخاص (سويسرا) وشركة سكنا للحلول الإسكانية وشركة الإثمار للتطوير المحدودة وبنك البحرين والكويت ومقره البحرين والتضامن (شركة التأمين الإسلامية) ونسيج وإثراء كابيتال (المملكة العربية السعودية).